# تشرنیتش
تشرنیتش (به چکی: Černíč) یک منطقهٔ مسکونی در جمهوری چک است که در ناحیه ییهلاوا واقع شده‌است. تشرنیتش ۷٫۶۱ کیلومتر مربع مساحت و ۱۴۱ نفر جمعیت دارد و ۴۸۵ متر بالاتر از سطح دریا واقع شده‌است.